# Prémonition (film)
Pour les articles homonymes, voir Prémonitions.
Pour plus de détails, voir Fiche technique et Distribution.
Prémonition ou Yogen (予言) est un film d'horreur japonais réalisé en 2004 par Norio Tsuruta, basé sur le manga Kyoufu Shinbun de 1973.

## Synopsis
Un professeur se met à recevoir de façon surnaturelle des coupures de journaux annonçant prémonitoirement des catastrophes, dont la mort de sa fillette dans un accident. Il essaie d'en percer le mystère avec son ex-épouse, et tente de modifier les évènements mentionnés.

## Fiche technique
- Titre : Prémonition
- Titre original : Yogen
- Réalisation : Norio Tsuruta
- Scénario : Norio Tsuruta
- Décors : Iwoa Saitô
- Costumes : Mari Miyamoto
- Image : Naoki Kayano
- Montage : Hiroshi Sunaga
- Musique : Kenji Kawai
- Pays de production : Japon
- Langue : Japonais
- Format : Couleur -1,85 : 1
- Durée : 95 min.
- Dates de sortie : 
  - France : 18 mai 2004 (Cannes Film Market)
  - Japon : 2 octobre 2004

## Distribution
- Hiroshi Mikami
- Noriko Sakai
- Maki Horikita
- Mayumi Ono